# Игнатьев, Виталий Викторович
Вита́лий Ви́кторович Игна́тьев (род. 5 июля 1980, Котовск, Одесская область, Украинская ССР, СССР) — дипломат, государственный деятель Приднестровской Молдавской Республики. Министр иностранных дел Приднестровской Молдавской Республики с 31 августа 2016 (и. о. 14 сентября 2015 — 31 августа 2016). Чрезвычайный и полномочный посол (2016).

## Биография
Родился 5 июля 1980 в городе Котовск (ныне Подольск) Одесской области Украинской ССР. Через два года семья переезжает в Рыбницу.

### Образование
В 1997 окончил среднюю школу № 6 города Рыбница. 
В 2002 с отличием окончил отделение социологии Исторического факультета Приднестровского государственного университета имени Т. Г. Шевченко.
В 2012 защитил диплом магистра в области международного права в Национальном университете «Одесская юридическая академия».
С 2014 является аспирантом кафедры мировых политических процессов МГИМО. Владеет английским языком.

### Трудовая деятельность
C 9 сентября 2002 работает в системе Министерства иностранных дел Приднестровской Молдавской Республики, где прошёл весь путь от должности референта до министра иностранных дел. Занимал должности:
- советника-спичрайтера;
- пресс-секретаря;
- начальника отдела по связям со СМИ министерства иностранных дел;
- заместителя начальника информационно-аналитического управления министерства иностранных дел;
- заместителя министра иностранных дел.

С 20 декабря 2010 по 8 июля 2011 — исполняющий обязанности заместителя министра иностранных дел Приднестровской Молдавской Республики.
С 8 июля 2011 по 14 сентября 2015 — заместитель министра иностранных дел Приднестровской Молдавской Республики. Переутверждался в должности 7 февраля 2012.
С 2012 является членом Объединённой контрольной комиссии от Приднестровской Молдавской Республики. 
С 14 сентября 2015 по 31 августа 2016 — исполняющий обязанности министра иностранных дел Приднестровской Молдавской Республики. 
С 31 августа 2016 — министр иностранных дел Приднестровской Молдавской Республики. Переутверждался в должности 30 января 2017.
С 29 марта 2024 года находится в розыске Службы Безопасности Украины. В розыск попал из-за подозрения чиновника в коллаборационистской деятельности и посягательстве на территориальную целостность Украины.

## Семья
Женат, воспитывает дочь и сына.

## Дипломатический ранг
- Чрезвычайный и полномочный посланник II класса (8 февраля 2012)[12]
- Чрезвычайный и полномочный посол (8 июня 2016)[13][14]

## Награды
- Орден «Трудовая слава»[15]
- Медаль «За отличие в труде» (26 августа 2009)[16]
- Медаль «За трудовую доблесть»
- Медаль «Участнику миротворческой операции в Приднестровье» (31 июля 2012)[17]
- Медаль «За безупречную службу» III степени (31 августа 2016)[18]
- Грамота Президента Приднестровской Молдавской Республики (2007)[19]
- Медаль «20 лет Приднестровской Молдавской Республики»
- Медаль «В ознаменование 25-летия Республики Южная Осетия» (19 сентября 2016)[20]
- Медаль МИД Абхазии «За заслуги» (2016)[21]
- Медаль «25 лет Миротворческой операции в Приднестровье» (2017)[22]
- Заслуженный работник Приднестровской Молдавской Республики (2022)[23]
- Медаль «20 лет МИД ПМР»
- Медаль «25 лет МИД ПМР»